# Туртьєр
Туртьєр (фр. вимова: [tuʁtjɛʁ], Quebec French: [tuʁt͡sjaɛ̯ʁ]) — це франко-канадський м'ясний пиріг, який походить із провінції Квебек, зазвичай готується зі свинячого, телячого або яловичого фаршу та картоплі. Іноді використовується дичина. Це традиційна частина різдвяного свята та новорічної трапези в Квебеку. Він також популярний у Нью-Брансвіку та продається в продуктових магазинах по всій решті Канади цілий рік. Свою назву він отримав від tourte, з якого його спочатку виготовляли. Турт — це французька назва мандрівного голуба, який зараз вимер у Північній Америці.
Туртьєр не є винятком для Квебеку. Це традиційна франко-канадська страва, яку подають по всій Канаді та в прикордонних районах Сполучених Штатів. У регіоні Нової Англії США, особливо в Мен, Род-Айленді, Вермонті, Нью-Гемпширі та Массачусетсі (наприклад, Чикопі та Еттлборо), наприкінці XIX та на початку XX століття, іммігранти з Квебеку представили цю страву.
Немає одного правильного заповнення; м'ясо залежить від того, що є в регіоні. У прибережних районах зазвичай використовується така риба, як лосось, тоді як свинина, яловичина, кролик і дичина часто включають у внутрішні країни. Назва походить від посудини, в якій його спочатку готували, tourtière.
Туртьєр дю Ляк-Сен-Жан став традиційною та культовою стравою регіону Сагне, Квебек, після Другої світової війни, і він зазнав кількох метаморфоз.
У XVIII столітті «морський пиріг» став популярним серед французьких і британських колоністів, і, здається, він є «прямим попередником туртьєра Лак-Сен-Жана».
Туртьєр називають «зразком „кухні окупованих“ страв, які є французькими завдяки англійцям, які захопили Квебек у 1759 році».

## Види туртьєра

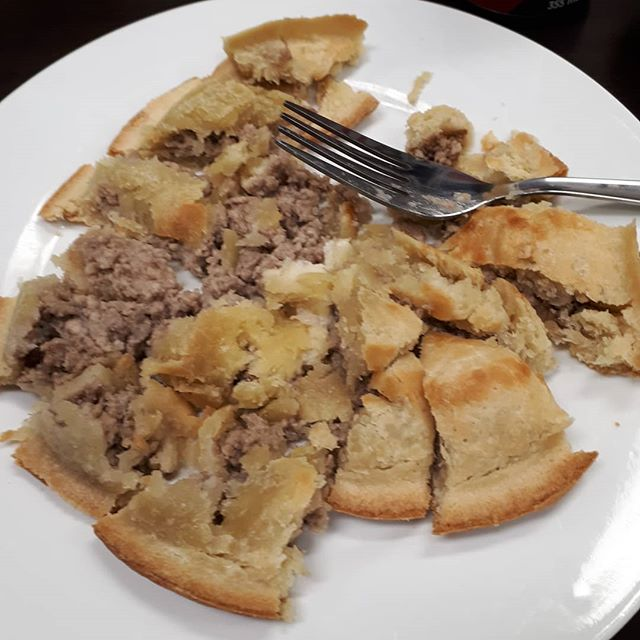
Традиційний франко-канадський пиріг зі свининою

### Сагне-Ляк-Сен-Жан і Східний Квебек
Туртьєри регіону Сагне-Ляк-Сен-Жан і Східного Квебеку — це м'ясні пироги, що готуються повільно, готуються з картоплі та різного м'яса (часто включаючи дичину чи індичку), нарізаного маленькими кубиками.
В інших місцях Квебеку та решти Канади цей різновид туртьєра іноді називають французькою та англійською мовами як Туртьєр дю Лак-Сен-Жан або Туртьєр сагенеен, щоб відрізнити його від різновидів Туртьєра з фаршевим м'ясом. Однак у регіоні Сагне-Ляк-Сен-Жан різновиди туртьєра з фаршевим м'ясом зазвичай називають «pâté à la viande» («м'ясний пиріг»), тоді як назва «туртьєр» зарезервована виключно для місцевої різноманітності.

### Монреаль
Туртьєр у Монреалі готують лише з дрібно подрібненої свинини (яку буває важко знайти, оскільки в інших місцях м'ясо часто подрібнюють занадто грубо). Воду додають до м'яса після підрум'янювання, а кориця та гвоздика надають йому характерного смаку. Багато людей використовують кетчуп як приправу, хоча туртьєр також часто їдять із кленовим сиропом, мелясою або консервами з журавлини.
Незважаючи на те, що він менш популярний, ніж оригінальний туртьєр і туртьєр дю Ляк-Сен-Жан, цю версію також можна знайти по всій Канаді та її околицях.

### Манітоба
Туртьєр є невід'ємною частиною святкових страв для франко-канадців у районах Вінніпегу Сент-Боніфацій і Сент-Норберт, а також у сільських франкомовних районах Манітоби. Обсмажене м'ясо приправляється різноманітними комбінаціями чаберу, мускатного горіха, гвоздики, кориці, солі селери, сухої гірчиці, солі та перцю.

### Акадія
Акадійський туртьєр, або м'ясний пиріг (pâté — запіканка або пиріг), — це пиріг зі свининою, який також може містити курку, зайця і яловичину. М'ясний пиріг відрізняється від регіону до регіону в Нью-Брансвіку, Новій Шотландії та на острові Принца Едварда. У Petit-Rocher і Campbellton страву готують у невеликих тарілках для пиріжків і називають його petits porcs (маленькі поросята).